# Symarip
A Symarip (korábbi neveik: The Bees, The Pyramids, Seven Letters és Zubaba) brit ska- és reggae-zenekar, amely az 1960-as évek végén volt aktív. Alapító tagjai Frank Pitter és Michael Thomas. Eredetileg The Bees volt a nevük. A banda nevét kezdetben Simarypnek írták.  A nyugat-indiai származású tagokból álló Simaryp egyike volt az első skinhead-reggae-együtteseknek. Legismertebb dalaik a Skinhead Girl, a Skinhead Jamboree és a Skinhead Moonstomp. Utóbbi Derrick Morgan Moon Hop című dalán alapul. 
1971-ben Németországba költöztek, ahol Zubaba néven reggae-t és afro-rockot adtak elő. 1980-ban a Skinhead Moonstomp című kislemezt újra kiadták, és az 54. helyet érte el a brit kislemezlistán. Az együttes hivatalosan 1985-ben oszlott fel, a Drunk & Disorderly album megjelenése után. Az albumot az Ariola Records adta ki, producere pedig Stevie B.
Tagjai ezután szólókarrierbe kezdtek.
2004-ben a Trojan Records kiadott egy best of albumot, beleértve Neysmith és Ellis új kislemezét, a Back From the Moont. 2005-ben Neysmith és Ellis együtt lépett fel az angliai Club Ska-ban, és a koncertről készült felvétel a Moon Ska Records gondozásában jelent meg Symarip – Live at Club Ska néven. 2008 áprilisában a lincolnshire-i Ska Splash Festival fő fellépői (headliner) voltak, majd felléptek az Endorse-It és a Fordham Fesztiválon. Pitter és Thomas most egy másik zenekarban szerepelnek Symarip Pyramid néven. A 2008–2009-es Back From The Moon turnéjuk a The Pioneers társaságában zajlott. 2009-ben a banda újjászületésének és a két eredeti tag újraegyesülésének megünneplésére a Trojan Records kiadott egy válogatásalbumot Ultimate Collection címmel. Pitter rendelkezik a Symarip Pyramid név összes szerzői és védjegyjogával.

## Tagok
- Roy Ellis – ének, harsona (1969–1985)
- Josh Roberts – gitár (1969–1985)
- Michael "Mik" Thomas – basszusgitár (1969–1985, 2008–)
- Frank Pitter – dobok (1969–1985, 2008-)
- Monty Neysmith – billentyűs hangszerek, Hammond-orgona (1969–1985, 2010–)
- Roy Bug Knight – szaxofon (2008–)
- Johney Johnson – trombita (2008–)
- Carl Grifith – tenor- és altszaxofon (2008–)

## Diszkográfia
- The Pyramids – The Pyramids – President – PTL-1021 (1968)
- Symarip – Skinhead Moonstomp – Trojan – TBL-102 (1970)
- Simaryp – Skinhead Moonstomp – Trojan – TRLS187 (1980)
- The Pyramids – Drunk and Disorderly – Ariola (1985)
- Symarip/The Pyramids/Seven Letters – The Best Of – Trojan TJACD154 (2004)
- Symarip/The Pyramids – Ultimate Collection – Trojan (2009)